# Альмаш
45°31′ пн. ш. 18°56′ сх. д. / 45.52° пн. ш. 18.94° сх. д.
Альмаш (хорв. Aljmaš) — населений пункт у Хорватії, в Осієцько-Баранській жупанії у складі громади Ердут.

## Населення
Населення за даними перепису 2011 року становило 605 осіб.
Динаміка чисельності населення поселення:

## Клімат
Середня річна температура становить 11,04 °C, середня максимальна – 25,08 °C, а середня мінімальна – -5,50 °C. Середня річна кількість опадів – 634 мм.
| Клімат поселення                              | Клімат поселення | Клімат поселення | Клімат поселення | Клімат поселення | Клімат поселення | Клімат поселення | Клімат поселення | Клімат поселення | Клімат поселення | Клімат поселення | Клімат поселення | Клімат поселення | Клімат поселення |
| Показник                                      | Січ.             | Лют.             | Бер.             | Квіт.            | Трав.            | Черв.            | Лип.             | Серп.            | Вер.             | Жовт.            | Лист.            | Груд.            |                  |
| Середній максимум, °C                         | 5,95             | 7,65             | 12,16            | 16,86            | 22,19            | 25,08            | 24,93            | 24,57            | 20,44            | 15,02            | 9,16             | 5,26             |                  |
| Середня температура, °C                       | 0,22             | 1,94             | 6,43             | 11,14            | 16,46            | 19,35            | 21,19            | 20,85            | 16,70            | 11,28            | 5,42             | 1,54             |                  |
| Середній мінімум, °C                          | −5,5             | −3,8             | 0,70             | 5,41             | 10,74            | 13,63            | 17,47            | 17,10            | 12,96            | 7,56             | 1,68             | −2,2             |                  |
| Норма опадів, мм                              | 41               | 36               | 38               | 51               | 57               | 80               | 65               | 59               | 48               | 51               | 58               | 50               |                  |
| Середньомісячна швидкість вітру, м/с          | 2.41             | 2.62             | 2.94             | 2.84             | 2.54             | 2.30             | 2.30             | 2.10             | 2.10             | 2.29             | 2.39             | 2.44             |                  |
| Середньомісячна сонячна радіація, кДж/м²·день | 4260             | 6989             | 11062            | 15610            | 19626            | 21827            | 22345            | 20407            | 15099            | 9501             | 4866             | 3570             |                  |
| --------------------------------------------- | ---------------- | ---------------- | ---------------- | ---------------- | ---------------- | ---------------- | ---------------- | ---------------- | ---------------- | ---------------- | ---------------- | ---------------- | ---------------- |
| Джерело:                                      |                  |                  |                  |                  |                  |                  |                  |                  |                  |                  |                  |                  |                  |